# Estadio Ciudad de la Educación
El Estadio Ciudad de la Educación (en árabe: استاد المدينة التعليمية‎, romanizado: Istād al-Madīna at-Taʿlīmiyya) también conocido como estadio Qatar Foundation, es un estadio de fútbol ubicado en la ciudad de Rayán, Catar. Se inauguró el 15 de junio de 2020, siendo la tercera sede oficial inaugurada para la Copa Mundial de Fútbol de 2022.
Su forma se elabora como un diamante irregular, con capacidad de 44 667 asientos, se ubica en la Ciudad de la Educación perteneciente a la Qatar Foundation. Estará conectado al resto del área metropolitana de Doha por el metro nacional. Posterior a la Copa Mundial el estadio sólo conservará 25 000 asientos y pasará a ser sede de algún equipo local.

## Eventos

### Copa Mundial de Clubes de la FIFA 2020
El estadio fue sede de cuatro partidos de la Copa Mundial de Clubes de la FIFA 2020.
| Fecha                 | Fase          | Equipo         | Resultado    | Equipo      |
| --------------------- | ------------- | -------------- | ------------ | ----------- |
| 4 de febrero de 2021  | Segunda ronda | Al-Duhail      | 0–1          | Al-Ahly     |
| 7 de febrero de 2021  | Semifinales   | Palmeiras      | 0–1          | Tigres UANL |
| 11 de febrero de 2021 | Tercer Puesto | Al-Ahly        | 0–0 (4–2 p.) | Palmeiras   |
| 11 de febrero de 2021 | Final         | Bayern München | 1–0          | Tigres UANL |

### Copa Árabe de la FIFA 2021
El estadio fue sede de cinco partidos de la Copa Árabe de la FIFA 2021:
| Fecha                   | Selección      | Resultado | Selección      | Fase             | Espectadores |
| ----------------------- | -------------- | --------- | -------------- | ---------------- | ------------ |
| 1 de diciembre de 2021  | Arabia Saudita | 0–1       | Jordania       | Grupo C          | 4 777        |
| 3 de diciembre de 2021  | Omán           | 1–2       | Catar          | Grupo A          | 23 254       |
| 4 de diciembre de 2021  | Palestina      | 1–1       | Arabia Saudita | Grupo C          | 3 075        |
| 7 de diciembre de 2021  | Líbano         | 1–0       | Sudán          | Grupo D          | 5 991        |
| 10 de diciembre de 2021 | Túnez          | 2–1       | Omán           | Cuartos de final | 21 329       |

### Copa Mundial de Fútbol de 2022
El estadio albergó ocho partidos del Mundial 2022:
| Fecha                   | Selección     | Resultado    | Selección      | Fase             | Espectadores |
| ----------------------- | ------------- | ------------ | -------------- | ---------------- | ------------ |
| 22 de noviembre de 2022 | Dinamarca     | 0–0          | Túnez          | Grupo D          | 42 925       |
| 24 de noviembre de 2022 | Uruguay       | 0–0          | Corea del Sur  | Grupo H          | 41 663       |
| 26 de noviembre de 2022 | Polonia       | 2–0          | Arabia Saudita | Grupo C          | 44 259       |
| 28 de noviembre de 2022 | Corea del Sur | 2–3          | Ghana          | Grupo H          | 43 983       |
| 30 de noviembre de 2022 | Túnez         | 1–0          | Francia        | Grupo D          | 43 627       |
| 2 de diciembre de 2022  | Corea del Sur | 2–1          | Portugal       | Grupo H          | 44 097       |
| 6 de diciembre de 2022  | Marruecos     | 0–0 (3–0 p.) | España         | Octavos de final | 44 667       |
| 9 de diciembre de 2022  | Croacia       | 1–1 (4–2 p.) | Brasil         | Cuartos de final | 43 893       |

### Copa Asiática 2024
El estadio albergó seis partidos de la Copa Asiática 2024.
| Fecha                | Equipo 1       | Resultado    | Equipo 2           | Ronda                 | Asistencia |
| -------------------- | -------------- | ------------ | ------------------ | --------------------- | ---------- |
| 14 de enero de 2024  | Irán           | 4–1          | Palestina          | Primera fase, Grupo C | 27 691     |
| 19 de enero de 2024  | Irak           | 2–1          | Japón              | Primera fase, Grupo D | 38 663     |
| 23 de enero de 2024  | Irán           | 2–1          | Emiratos Árabes U. | Primera fase, Grupo C | 34 259     |
| 25 de enero de 2024  | Arabia Saudita | 0–0          | Tailandia          | Primera fase, Grupo F | 38 773     |
| 30 de enero de 2024  | Arabia Saudita | 1–1 (2–4 p.) | Corea del Sur      | Octavos de final      | 42 389     |
| 3 de febrero de 2024 | Irán           | 2–1          | Japón              | Cuartos de final      | 35 640     |

## Galería

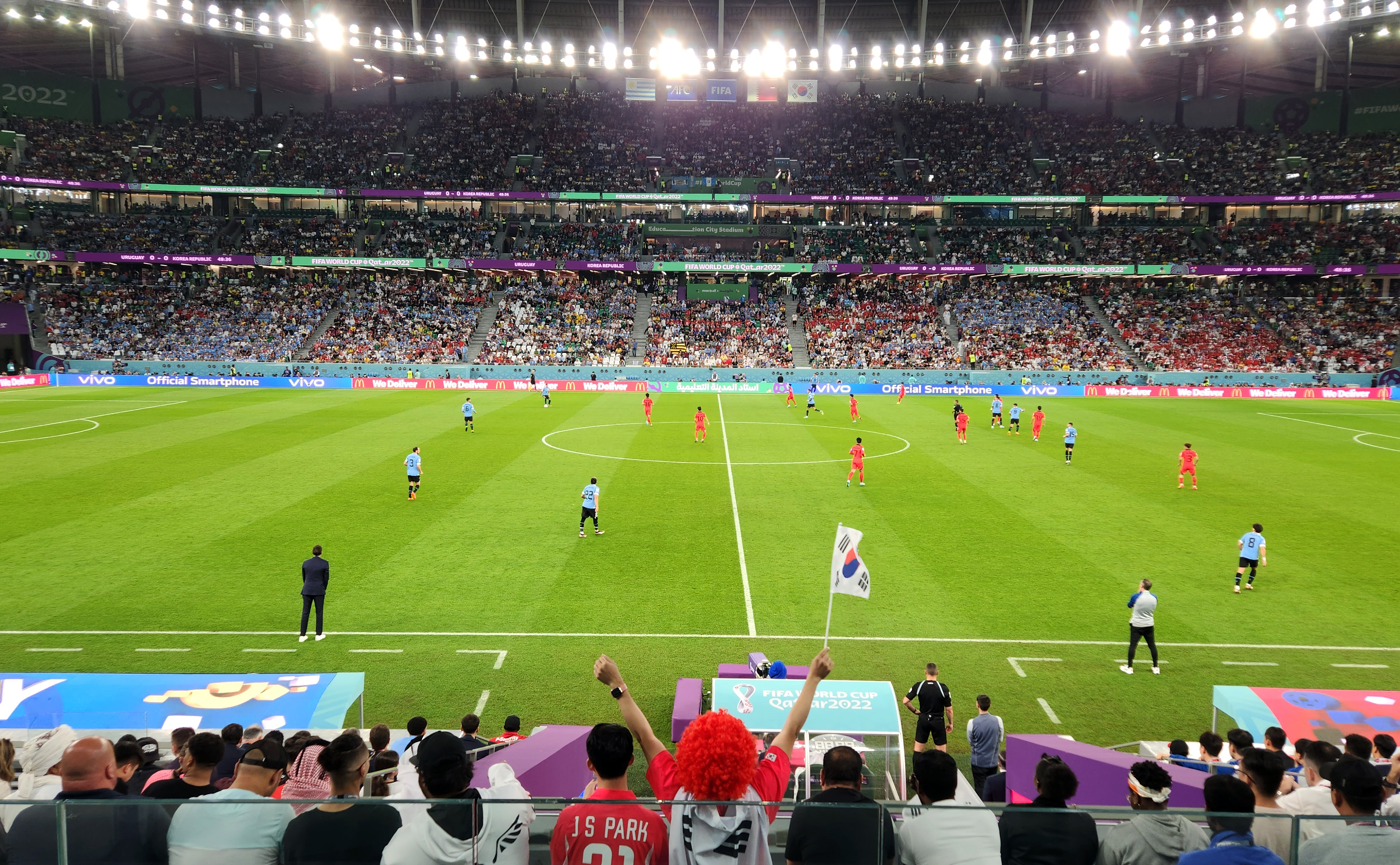
Partido entre Uruguay y Corea del Sur.
- Gol de Hwang Hee-chan para la victoria 2-1 ante Portugal.